# Card-Pitt
Card-Pitt – zespół futbolowy powstały po tymczasowym połączeniu dwóch drużyn ligi NFL, Pittsburgh Steelers i Chicago Cardinals, w sezonie roku 1944. Zespoły zostały zmuszone do połączenia po tym, gdy wielu zawodników z ich składów zostało wcielonych do służby wojskowej na frontach II wojny światowej. Liga wymusiła połączenie obu klubów, aby uniknąć rozpoczęcia sezonu z jedenastoma funkcjonalnymi zespołami.
Gra zespołu zostawiła wiele do życzenia. Card-Pitt przegrali wszystkie 10 meczów Dywizji Zachodniej, czym zaskarbili sobie w prasie złośliwe przydomki: Car-Pitts, carpets (dywany). Za obraz nieefektywności zespołu może przemawiać fakt, że trzech zawodników zostało ukaranych grzywną za "grę bez zaangażowania". Co ciekawe, sezon wcześniej Steelers połączono z Philadelphia Eagles, tworząc nie najgorszą drużynę "Steagles".
Po sezonie Card-Pitt rozwiązano.

## Literatura
- Matthew Algeo, Last Team Standing: How the Steelers and the Eagles - "The Steagles" - Saved Pro Football During World War II, 2006, ISBN 0-306-81472-2
- R. Roberts, D. Welky, The Steelers Reader, University of Pittsburgh Press, 2001